# Arvydas Garbaravičius
Arvydas Garbaravičius (ur. 27 marca 1953 w Kownie) – litewski polityk, w latach 2003–2007 prezydent Kowna. 
Po ukończeniu szkoły średniej w Kownie podjął studia w Kowieńskim Instytucie Politechnicznym (zakończone w 1976). Do 1992 pracował naukowo w Instytucie Problemów Energetycznych. W 1998 wstąpił do Litewskiego Związku Centrum, którego przewodniczącym był w okręgu kowieńskim w latach 2002–2003. W 2003 został członkiem Związku Liberałów i Centrum, a od 2005 pełnił funkcję wiceprzewodniczącego partii. W 2000 po raz pierwszy wybrany w skład Rady Miejskiej Kowna. Odnawiał swój mandat w latach 2002 i 2007. Od 2003 do 2007 pełnił urząd prezydenta Kowna. 